# Hong Kong Hermit
Hong Kong Hermit（簡稱HKH，中譯「香港隱士」）是一個推特帳戶，由一名在香港居住超過10年的外籍網紅開設，至今有逾萬名追隨者，其帖文大多以「無厘頭」的發言風格和諷刺時弊為主。自2014年的讓愛與和平佔領中環起，他經常參與各種社會運動如遊行示威和支持警察的集會等，其發佈的帖文、照片和網上直播視頻也曾被媒體引用。

## 經歷
HKH自2014年的佔中運動起便經常出席各種遊行示威和集會。2017年，他曾出席支持七警案犯人的集會，期間被數十名中年人士以中文和英文指罵，相關事件亦登上香港《蘋果日報》。
2019年6月12日反對逃犯條例修訂草案佔領行動期間，他在現場以手機拍攝和作旁述，期間他在夏慤道天橋上拍下一名外國攝影記者痛罵香港防暴警察向記者開槍，該段視頻獲轉載逾萬次，更被外國媒體引用。6月30日，他出席支持香港警察的集會（簡稱「撐警集會」），集會期間他惡搞主辦人之一、激進建制派社運人士李偲嫣和其他支持警察的人士，又在灣仔警察總部外，就香港警察於同年逃犯條例風波期間濫用暴力的問題追問涉事總警司陶輝。

### 被質疑是外國勢力
2019年6月逃犯條例（反送中運動）風波期間，中國中央政府和香港特區政府一直歸咎外國勢力是多場示威活動的幕後推手，但卻未能提出任何可信證據。香港民主派多次懇切要求特區政府成立獨立調查委員會，以調查反送中運動的始末，亦要求政府徹查是否有外國勢力介入，然而特區政府一直拒絕相關請求。7月，香港建制派議員蔣麗芸在臉書專頁發文，質疑一名在7月14日沙田衝突中出現的一名高舉手機拍攝和作出「暗號動作」的外籍人士，是一名在指揮衝擊的「外國勢力」，她稱：「為什麼每次騷亂都有外國人出現？為什麼這位外國人會在騷亂現場做指揮？（留意手勢）」中國官方媒體《環球時報》及香港一份親建制派報紙也引述蔣麗芸的言論發文，有網民留言宣稱該名人士使用的手勢是美國示威者常用手勢，形容手掌放在肚子代表「敵人已進入堡壘」；手放大腿代表「準備」；兩隻手指放在額頭意思是「可以行動」。
香港媒體《香港01》指出，該名「外國勢力」人士的身份其實是居港超過十年的「網絡紅人」「Hong Kong Hermit」，HKH在受訪問時諷刺地說：「我摔角的藝名就叫『外國勢力』，10年了，從來未曾被人揭發真面目。」又對其「暗號動作」作出解釋：「我在做現場串流時在腰圍的贅肉（muffin-top）上抓癢，現在已經成為外國勢力介入的證據。」；「那是代表你要給我薯條的暗號。你不帶薯條來，我便舉報你是反動叛國賊。」對於有網民留言指多人堅持他是美國人，他則回應指「Wow that hurts（哎喲好傷心）」。蔣麗芸知悉該人士的身份後，着記者詢問其手勢暗號是什麼意思，並為何在沙田騷亂中出現，記者再提供外籍人士在社交網站公開回應暗號的帖文後，蔣麗芸未有再回應事件。

## 外部連結
- Hong Kong Hermit的X（前Twitter）